# Tomasz Bajerski (żużlowiec)
Tomasz Bajerski (ur. 9 września 1975 w Toruniu) – polski żużlowiec i trener sportu żużlowego.

## Kariera sportowa
Karierę rozpoczął w 1992 r. w barwach Apatora Toruń, w którym startował do 1996 roku. Po czterech latach spędzonych w Stali Gorzów Wielkopolski powrócił w roku 2001 do Torunia, gdzie startował do 2004. Sezon 2005 spędził w Gdańsku, a w 2006 startował w zespole GTŻ Grudziądz, uzyskując średnią biegową 0,750. W sezonie 2007 Tomasz Bajerski postanowił podpisać kontrakt z łotewskim zespołem SK Lokomotīve Dyneburg, osiągając po występach w 11 meczach średnią 2,157, a w 2008 ścigał się dla węgierskiej drużyny Speedway Miszkolc.
Głównym jego osiągnięciem z czasów juniorskich jest dwukrotne zdobycie młodzieżowego mistrzostwa Polski (w 1993 oraz 1996 roku). Jako junior indywidualnie zajął także drugie miejsca w turniejach o „kaski”: w 1992 w Srebrnym Kasku oraz rok później w Brązowym Kasku. W parowej rywalizacji juniorów zdobył cztery medale – złoto w 1992 i 1993 oraz brązowe medale w 1994 i 1995. Z kolei w młodzieżowej rywalizacji drużynowej zdobył dwa medale – złoto w 1992 i srebro z 1993.
Największym dotychczasowym sukcesem Bajerskiego było zakwalifikowanie się poprzez eliminacje do cyklu Grand Prix IMŚ w 2003 roku. W elitarnym cyklu startował przez rok, nie odnosząc znacznych sukcesów. Wielokrotnie reprezentował barwy Polski na arenie międzynarodowej także poza Grand Prix – w 2003 roku uczestniczył w drużynowym Pucharze Świata, w wieku juniorskim zaś trzykrotnie był finalistą mistrzostw świata juniorów (1992-1994).
Na torach krajowych zaliczył siedem występów w finale mistrzostw Polski, nie zdobywając medali. Ma za to aż osiem medali drużynowych mistrzostw Polski wywalczonych z Apatorem i Stalą Gorzów – złoty z 2001, srebrne z 1995, 1996 i 2003 oraz brązowe z lat 1992-94 oraz 2000. Ponadto Bajerski ma na swoim koncie pięć medali MPPK złoty z 1998 i srebrny z 2002 oraz brązowe z lat 1995-1997). Występował także w turniejach o Złoty Kask, w których dwa razy zajął drugie miejsce (1995 i 2002).
Ostatni występ podczas meczu ligowego zanotował w lipcu 2010 w barwach KS Speedway – Polonia Piła.

## Po zakończeniu kariery zawodniczej
W sezonie 2017 został trenerem zespołu PSŻ Poznań. Rolę tę pełnił do zakończenia sezonu 2019. Następnie przez dwa kolejne sezony (2020 i 2021) pełnił analogiczną funkcję w swoim macierzystym klubie, Apatorze Toruń. Od sezonu 2022 ponownie został menadżerem poznańskiego PSŻ. Z funkcji tej został zwolniony w czerwcu 2023. W późniejszym czasie pomagał w parku maszyn Davidowi Bellego. W sezonie 2024 będzie managerem zespołu Abramczyk Polonia Bydgoszcz.

### Starty w Grand Prix
| Sezon | Numer | 1     | 2      | 3     | 4     | 5      | 6     | 7     | 8     | 9     | Msc. | Pkt. |
| ----- | ----- | ----- | ------ | ----- | ----- | ------ | ----- | ----- | ----- | ----- | ---- | ---- |
| 2003  | 21    | EUR 4 | SWE 11 | GBR 7 | DNK 6 | SVN 13 | SCA 5 | CZE 2 | POL 1 | NOR 2 | 15   | 51   |

| Statystyki        | Statystyki |
| ----------------- | ---------- |
| Starty            | 9          |
| Zwycięstwa        | 0          |
| Miejsca na podium | 0          |
| Finalista         | 0          |
| Punkty            | 51         |

### Inne ważniejsze turnieje
| Osiągnięcia: | Osiągnięcia: | 7. miejsce (1996) | 7. miejsce (1996) | 7. miejsce (1996) | 7. miejsce (1996) |
| Sezon        | Miasto       | Msc               | Pkt               | Biegi             | Kluby             |
| 1996         | Gorzów Wlkp. | 7                 | 9                 | (2,0,2,2,3)       | Toruń             |
| 1997         | Gorzów Wlkp. | 8                 | 7                 | (1,3,d,t,3)       | Gorzów Wlkp.      |
| 1998         | Gorzów Wlkp. | 14                | 3                 | (1,0,1,0,1)       | Gorzów Wlkp.      |
| 1999         | Gorzów Wlkp. | 13                | 4                 | (0,0,1,3,0)       | Gorzów Wlkp.      |
| 2001         | Gorzów Wlkp. | 8                 | 8                 | (0,2,2,1,3)       | Toruń             |